# Teorema de Sophie Germain
En teoría de números, el teorema de Sophie Germain es un enunciado sobre la divisibilidad de las soluciones de la ecuación xp + yp = zp del Último teorema de Fermat para p primo impar.  

## Enunciado formal
Específicamente, Sophie Germain probó que al menos uno de los números x, y, z tiene que ser divisible por p2 si puede encontrarse un primo auxiliar θ tal que se satisfacen las dos condiciones:
1. No existen dos potencias p distintas de cero que difieran uno en módulo θ; y
2. No existe ningún número tal que p sea potencia de orden p módulo θ de él.

En cambio, el primer caso del Último Teorema de Fermat (el caso en que p no divide xyz) tiene que cumplirse para cada primo p para el que pueda encontrarse un primo auxiliar.

## Historia
Germain identificó tal primo auxiliar θ para cada primo menor que 100.  El teorema y su aplicación a primos p menores que 100 fue atribuido a Germain por Adrien-Marie Legendre en 1823.